# 萨罗杰·坎

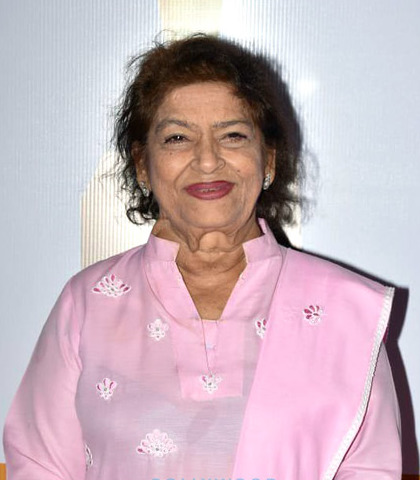
萨罗杰·坎

萨罗杰·坎（1948年11月22日 – 2020年7月3日） 是印度宝莱坞的第一位女性编舞。 她生于印度马哈拉施特拉邦。她曾获得三项印度國家電影獎和八项印度電影觀眾獎。 2020年7月3日，她因心脏骤停去世。 